# Microgaster psilocnema
Microgaster psilocnema är en stekelart som beskrevs av De Saeger 1944. Microgaster psilocnema ingår i släktet Microgaster och familjen bracksteklar. Inga underarter finns listade i Catalogue of Life.